# Grammonus claudei
Grammonus claudei är en fiskart som först beskrevs av Torre y Huerta, 1930.  Grammonus claudei ingår i släktet Grammonus och familjen Bythitidae. Inga underarter finns listade i Catalogue of Life.